# Gnistus
Gnistus is een geslacht van wantsen uit de familie van de Reduviidae (Roofwantsen). Het geslacht werd voor het eerst wetenschappelijk beschreven door Carl Stål in 1874.

## Soorten
Het genus bevat de volgende soorten:

- Gnistus flavomarginatus (Distant, 1911)
- Gnistus fuscoirroratus (Stål, 1855)
- Gnistus luteipennis (Distant, 1911)